# Oh lala – Die kleinen Blonden sind da
Oh lala – Die kleinen Blonden sind da (Originaltitel: Arrête ton char… bidasse!) ist eine französische Militärklamotte aus dem Jahr 1977. Regie führte Michel Gérard.

## Handlung
Die Nächte im deutschen Garnisonsstädtchen sind ziemlich öde für vier junge Franzosen, die 1976 als Soldaten in Deutschland stationiert sind. Die Wehrpflichtigen werden bald von ihren sexuellen Bedürfnissen in die Arme leichtbekleideter deutscher Mädchen getrieben und stellen ihre Standfestigkeit unter Beweis. Um sich weiterhin den Militärübungen zu entziehen, setzt Raoul alles daran, ein ärztliches Attest zu bekommen. Außerdem nehmen sie den Oberst gefangen und gehen in dessen Kostüm unter die Leute.

## Kritik
Das Lexikon des Internationalen Films sah eine „alberne Militärklamotte, die sich um frivolen" Humor bemüht.“